# Grania bermudensis
Grania bermudensis är en ringmaskart som beskrevs av Erséus och Lasserre 1976. Grania bermudensis ingår i släktet Grania och familjen småringmaskar. Inga underarter finns listade i Catalogue of Life.